# Camano
Camano is een plaats (census-designated place) in de Amerikaanse staat Washington, en valt bestuurlijk gezien onder Island County.

## Demografie
Bij de volkstelling in 2000 werd het aantal inwoners vastgesteld op 13.347.

## Geografie
Volgens het United States Census Bureau beslaat de plaats een oppervlakte van
245,9 km², waarvan 103,0 km² land en 142,9 km² water. Camano ligt op ongeveer 14 m boven zeeniveau.

## Plaatsen in de nabije omgeving
De onderstaande figuur toont nabijgelegen plaatsen in een straal van 16 km rond Camano.